# Estanislau I Leszczyński da Polônia
Estanislau I Leszczyński (em polaco: Stanisław I Leszczyński; Lviv, 20 de outubro de 1677 – Lunéville, 23 de fevereiro de 1766) foi o Rei da Polônia e Grão-Duque da Lituânia em dois períodos diferentes, primeiro de sua eleição em 1704 até sua abdicação em 1709 e depois a partir de 1733 até abdicar novamente em 1736. Depois disso ele tornou-se o Duque da Lorena em 1737, reinando até sua morte.

## Biografia
Estanislau nasceu em uma poderosa família de magnatas da Grande Polônia e teve a oportunidade de viajar pela Europa Ocidental quando jovem. Em 1702, o rei Carlos XII da Suécia invadiu a Polônia como parte de uma série contínua de conflitos entre as potências do norte da Europa. Carlos forçou a nobreza polaca a depor o então rei polaco, Augusto II, o Forte (Frederico Augusto I, Eleitor da Saxônia), e colocou Estanislau no trono, em 1704.
A Polônia, fraca e fragmentada, havia se tornado um campo de batalha para exércitos estrangeiros que devastavam o país à vontade. Em 1709, Carlos foi derrotado pelos russos na Batalha de Poltava e se retirou para a Suécia, deixando Estanislau sem nenhum apoio real. Augusto II recuperou o trono polaco e Estanislau deixou o país para se estabelecer na província francesa da Alsácia. Em 1725, a filha de Estanislau, Maria, casou-se com o rei Luís XV de França.

### Guerra de Sucessão Polaca
Quando Augusto morreu em 1733, Estanislau tentou recuperar o trono polaco com o apoio da França à sua candidatura. Depois de viajar para Varsóvia disfarçado, ele foi eleito rei da Polônia por uma maioria esmagadora da Dieta. Mas antes que ele pudesse ser coroado, a Rússia e a Áustria, temendo que Estanislau unisse a Polônia numa aliança sueco-francesa, invadiram o país para anular sua eleição. Estanislau foi mais uma vez deposto e, sob pressão russa, uma pequena minoria na Dieta elegeu o filho de Augusto para o trono, como Augusto III (Frederico Augusto II, Eleitor da Saxônia). Estanislau recuou para a cidade de Gdańsk (Danzig) para esperar por assistência francesa, que não veio. Fugindo antes que a cidade caísse para seus sitiantes russos, ele então viajou para Königsberg na Prússia, onde dirigiu a guerra de guerrilha contra o novo rei e seus apoiadores russos. A Paz de Viena em 1738 reconheceu Augusto III como rei da Polônia, mas permitiu que Estanislau mantivesse seus títulos reais, ao mesmo tempo em que lhe concedeu o Ducado da Lorena.

### Duque da Lorena
Em Lorena, Estanislau provou ser um bom administrador e promoveu o desenvolvimento econômico. Sua corte em Lunéville tornou-se famosa como um centro cultural, e ele fundou uma academia de ciências em Nancy e uma faculdade militar. Em 1749, ele publicou um livro intitulado Free Voice to Make Freedom Safe, um esboço de suas propostas de mudanças na constituição poloca. Edições de suas cartas para sua filha Maria, para os reis da Prússia e para Jacques Hulin, seu ministro em Versalhes, foram publicadas.
Em Nancy, Estanislau mandou erguer uma estátua em homenagem ao seu genro Luís XV na praça da cidade. Durante a Revolução Francesa a estátua foi destruída. Em 1831, a praça foi renomeada em homenagem a Estanislau e uma estátua dele foi construída.

### Morte
Estanislau morreu em 23 de fevereiro de 1766, em Lunéville; após sua morte o Ducado da Lorena foi incorporado definitivamente à coroa francesa.. Ele foi enterrado na Igreja de Notre-Dame-de-Bonsecours, em Nancy, ao lado da esposa. Durante a Revolução Francesa ambos seus túmulos foram profanados e destruídos.

## Casamento e descendência
Estanislau casou-se em 1698 com a nobre polaca Catarina Opalińska (1680-1747) de quem teve duas filhas:
- Ana Leszczyńska (1699-1717), não se casou, morreu aos 18 anos;
- Maria Leszczyńska (1703-1768), casada com o rei Luís XV de França.

O rei Estanislau ficou tão devastado com a morte da sua filha mais velha que ordenou à sua segunda filha Maria, que nunca mais pronunciasse o nome de Ana. Ela seguiu essa ordem tão cuidadosamente mesmo na frente de seu marido, o rei Luís XV, que anos mais tarde ele ficou surpreso ao saber que ela tinha tido uma irmã.

## Galeria

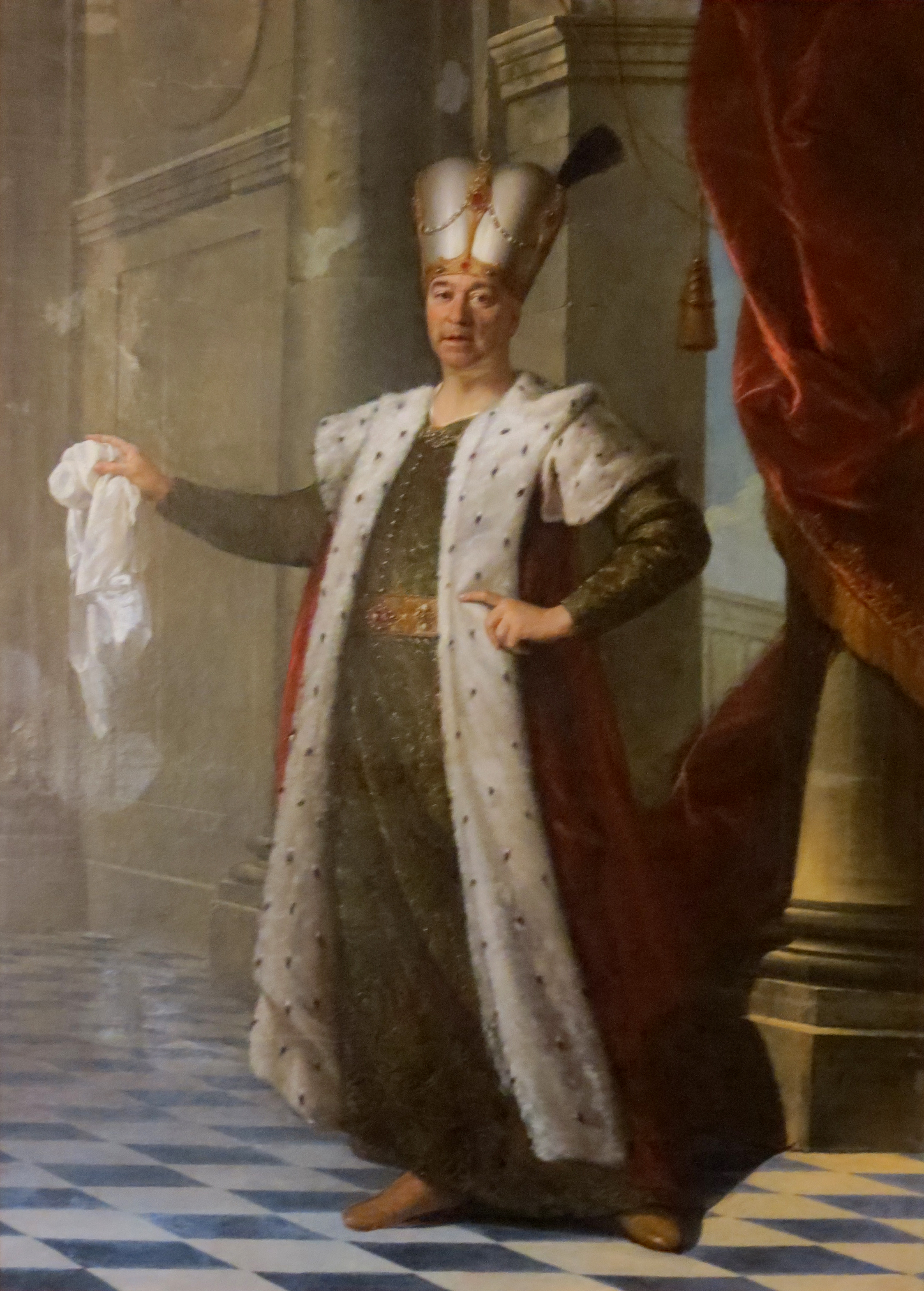
Retrato de Estanislau em traje polaco por Jean-Baptiste Lemercier, em 1728. No Castelo de Chambord.
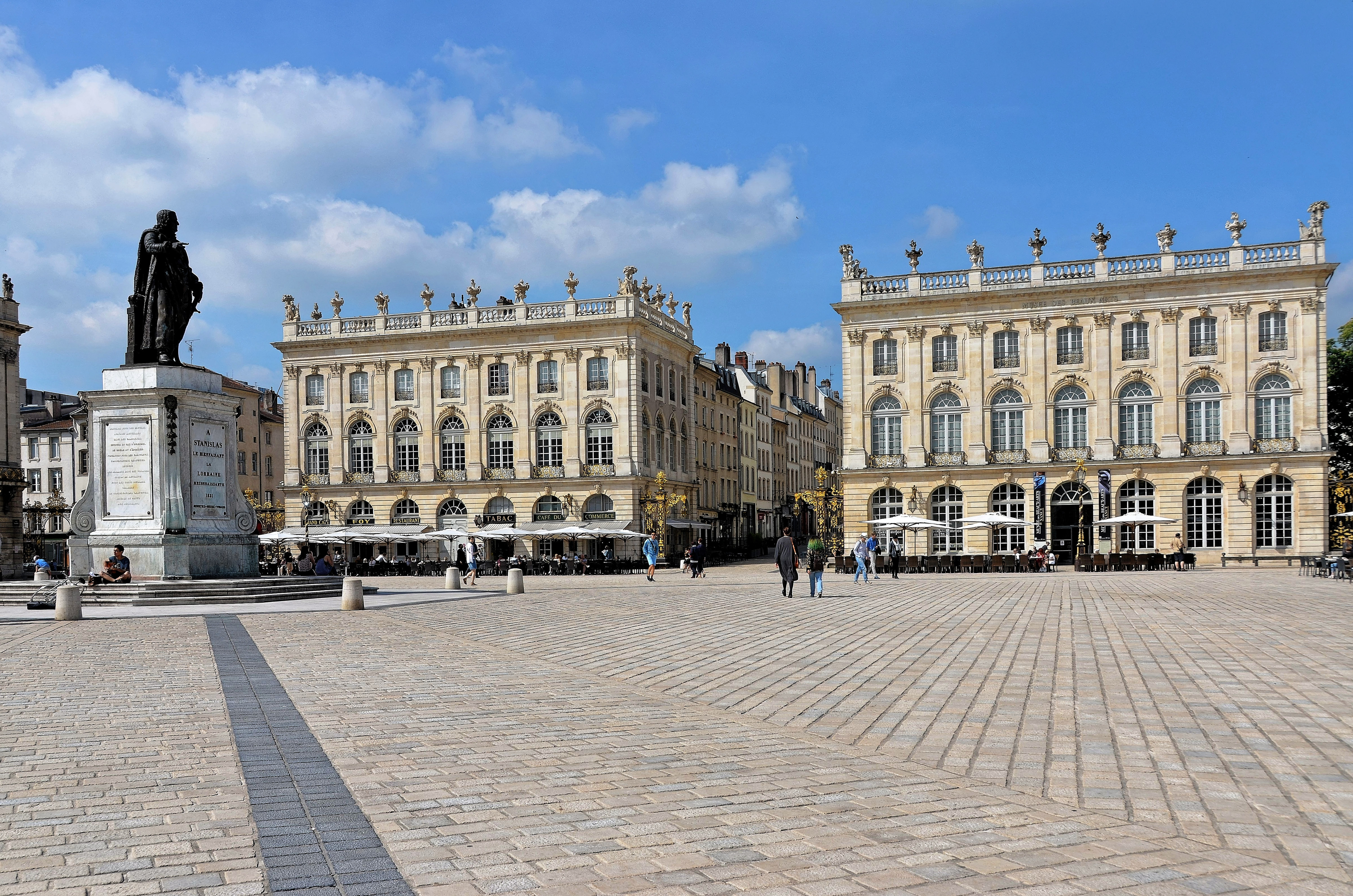
Place Stanislas em Nancy, homenageia Estanislau. Sua estátua está no canto esquerdo.
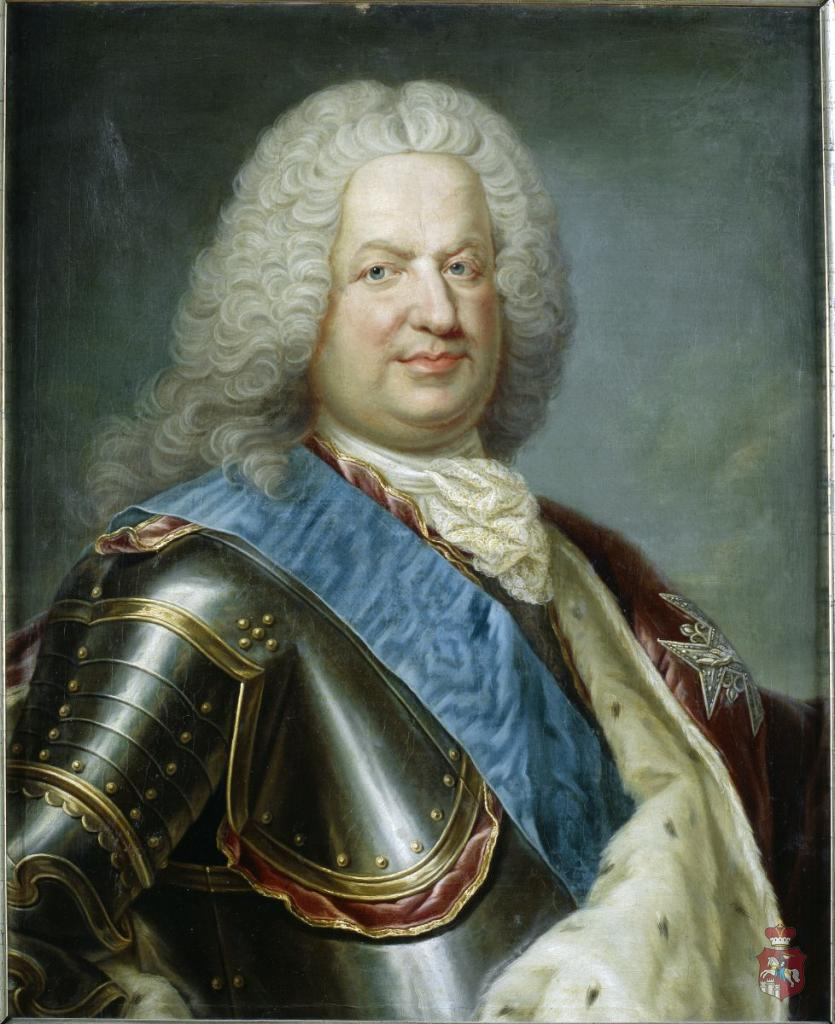
Retrato de Estanislau por Jean-Baptiste van Loo.